# Danh sách giải thưởng và đề cử của Hồng Nhung
Lê Hồng Nhung (sinh ngày 15 tháng 3 năm 1970 tại Hà Nội), thường được biết đến với nghệ danh Hồng Nhung, là một nữ ca sĩ người Việt Nam. Cô đã thành công trong việc đổi mới nhạc Trịnh từ những năm đầu thập niên 90 và là người từng giành đề cử tám giải Cống hiến. Hồng Nhung là một nghệ sĩ có sức ảnh hưởng lớn và được công nhận là một trong bốn Diva Việt Nam bên cạnh Thanh Lam, Mỹ Linh và Trần Thu Hà.

### Giải thưởng Âm nhạc Cống hiến
| Năm  | Hạng mục             | Đề cử cho                                | Kết quả | Tham khảo |
| ---- | -------------------- | ---------------------------------------- | ------- | --------- |
| 2008 | Album của năm        | Vì ta cần nhau                           | Đề cử   | [ 2 ]     |
| 2008 | Nữ ca sĩ của năm     | Hồng Nhung                               | Đề cử   | [ 2 ]     |
| 2012 | Ca sĩ của năm        | Hồng Nhung                               | Đề cử   | [ 3 ]     |
| 2012 | Album của năm        | Vòng tròn                                | Đề cử   | [ 3 ]     |
| 2016 | Chương trình của năm | Liveshow Phố à phố ơi... Bống à Bống ơi! | Đề cử   | [ 4 ]     |
| 2016 | Ca sĩ của năm        | Hồng Nhung                               | Đề cử   | [ 4 ]     |
| 2018 | Ca sĩ của năm        | Hồng Nhung                               | Đề cử   | [ 5 ]     |
| 2018 | Album của năm        | Phố à, phố ơi...                         | Đề cử   | [ 5 ]     |

### Các giải thưởng khác
- Năm 1982: Giải nhất (A1) Liên hoan giọng hát học sinh thủ đô Hà Nội với bài "Mùa xuân và tuổi hoa"
- Năm 1983: Giải nhất (A2) Liên hoan giọng hát học sinh thủ đô Hà Nội với bài "Lê – na Bê – li – cô – ra"
- Năm 1984: Giải nhất (A1) Liên hoan giọng hát học sinh thủ đô Hà Nội với bài "Mùa hè, mùa thi"
- Năm 1985: Huy chương vàng Hội diễn ca nhạc chuyên nghiệp toàn quốc tại Hải Phòng với bài hát "Diều ơi cho em bay" của nhạc sĩ Nguyễn Cường.
- Năm 1987: Giải nhất giọng hát hay Hà Nội với bài hát "Nhớ về Hà Nội" (Hoàng Hiệp) và bài "Papa" (Paul Anka)
- Tháng 9 năm 1991: Giải nhất "Đơn ca nhạc nhẹ toàn quốc lần thứ 2" với các ca khúc "Hãy đến với em" (Duy Thái), "Vì sao anh không đến" (Từ Huy) và "Nothing Compares to You" (Sinead O'Connor).
- Năm 1996: Nhận giải ca sĩ được yêu thích nhất của báo Đại Đoàn Kết
- Năm 1996, Giải ca sĩ được yêu thích nhất của báo Đại Đoàn Kết. Được NHK (Nhật Bản) mời làm đại diện duy nhất của Việt Nam tham dự chương trình "Dreams Come True" cùng 30 ca sĩ hàng đầu Châu Á tại Tokyo
- Năm 1997, 1998, 1999, 2000, 2001, 2002, 2003: 7 năm liên tiếp nhận giải "ca sĩ được yêu thích nhất" của Làn sóng xanh
- Năm 1997: Giải Topten ca nhạc 97 với "Giọt sương trên mi mắt" của VTV3 và Báo Thể thao Văn hóa tổ chức
- Năm 1997: Album "Đoản khúc thu Hà Nội" được Cục tổ chức biển diễn và Quỹ văn hoá Hà Nội trao giải "Đĩa hát vàng 1997" về số lượng đĩa bán chạy nhất trong năm
- Năm 1998: Giải ca sĩ được yêu thích nhất của báo Người Lao động
- Năm 1998: Giải ca sĩ được yêu thích nhất của báo Mực Tím
- Năm 1998: Chương trình "Bắt đầu từ hôm qua" được bình chọn là chương trình truyền hình được yêu thích nhất và được yêu cầu phát lại nhiều nhất của VTV3.
- Năm 1999: Nhận giải "Nghệ sĩ mốt nhất 99" do báo Mốt trao tặng
- Năm 2000: Nhận giải Ca sĩ hát về Hà Nội hay nhất, nhân kỷ niệm 990 năm Thăng Long Hà Nội do bạn đọc báo Người lao động bình chọn.
- Năm 2001: Nhận giải Ca sĩ được yêu thích nhất của 10 năm báo Hoa học trò
- Năm 2002: Nhận giải ca sĩ được yêu thích nhất của báo Thiếu niên Tiền phong
- Năm 2002: Nhận giải ca sĩ được yêu thích nhất của VTV – Bài hát tôi yêu lần 1
- Năm 2003: Nhận giải Ca khúc được yêu thích nhất của VTV – Bài hát tôi yêu lần 2 với bài hát "Một ngày mới" dẫn đầu bảng bình chọn
- Năm 2003: Nhận giải "Nữ ca sĩ được yêu thích nhất" Lưu trữ ngày 17 tháng 1 năm 2012 tại Wayback Machine Mai vàng 2003 với ca khúc Một ngày mới (Huy Tuấn)
- Năm 2003: Đề cử "Best Original Song Written Directly for a Film" cho giải World Soundtrack Award ở Bỉ cho ca khúc "Nothing in This World" trong phim "The Quiet American"
- Năm 2006: Nhận giải "Sự nghiệp tỏa sáng" của Ngôi sao Bạch Kim do báoMàn ảnh Sân khấu  tổ chức
- Năm 2007: Nhận giải "Ca sĩ được yêu thích nhất 10 năm Làn sóng xanh"[liên kết hỏng] (1997 – 2007)
- Năm 2007: Nhận giải "Nghệ sĩ ăn mặc lịch sự nhất 2007" do báo Mốt trao tặng
- Năm 2007: Liveshow "Vì ta cần nhau" được VTV3 và báo Thể thao văn hoá bình chọn vào top 10 sự kiện văn hoá tiêu biểu nhất năm 2007
- Năm 2007: Album "Vì ta cần nhau" là một trong 10 album bán chạy nhất năm 2007[6]
- Năm 2008: Đề cử "Nữ diễn viên phụ xuất sắc nhất thể loại phim truyện nhựa" cho Giải Cánh diều 2008 cho vai cô giáo Thảo trong phim Giải cứu thần chết.[7]
- Năm 2011: MV Vòng Tròn tham gia "Giải thưởng video nhạc Việt" của kênh MTV Vietnam đoạt 3 giải: Nghệ sĩ được tạo hình xuất sắc nhất, Hình ảnh đẹp nhất, Tác phẩm âm nhạc xuất sắc nhất
- Năm 2012: Giải thưởng "Bài hát yêu thích tháng 8" với "Vòng tròn"
- Năm 2014: Bài hát có tỉ lệ bình chọn cao nhất trong tháng 2 và xuất hiện trong Gala của chương trình "Giai điệu tự hào" với ca khúc "Mùa xuân đầu tiên".
- Năm 2023: Đoạt giải "Chị đẹp đạp gió rẽ sóng" của Chương trình truyền hình thực tế "Chị đẹp đạp gió rẽ sóng"

1. ↑  "Ca sĩ Hồng Nhung: Diva là danh hiệu quá lộng lẫy". Báo Thể thao & Văn hóa - Thông tấn xã Việt Nam. Truy cập ngày 26 tháng 2 năm 2018.
2. ↑  "Giải thưởng Âm nhạc Cống hiến lần thứ 3". Wiki. Truy cập ngày 20 tháng 9 năm 2019.
3. ↑  "Giải thưởng Âm nhạc Cống hiến lần thứ 7". Wiki. Truy cập ngày 20 tháng 9 năm 2019.
4. ↑  "Giải thưởng Âm nhạc Cống hiến lần thứ 11". Wiki. Truy cập ngày 20 tháng 9 năm 2019.
5. ↑  "Giải thưởng Âm nhạc Cống hiến lần thứ 13". Wiki. Truy cập ngày 20 tháng 9 năm 2019.
6. ↑  "Tiểu sử: Hồng Nhung - VnExpress Giải Trí". VnExpress - Tin nhanh Việt Nam. Bản gốc lưu trữ ngày 27 tháng 12 năm 2012. Truy cập ngày 26 tháng 2 năm 2018.
7. ↑  "Cánh diều vàng 2008: Lại không có giải vàng phim truyện nhựa". Báo Thái Nguyên. ngày 1 tháng 3 năm 2009. Bản gốc lưu trữ ngày 4 tháng 5 năm 2025. Truy cập ngày 4 tháng 5 năm 2025. Giải nữ diễn viên nữ phụ xuất sắc nhất thể loại phim truyện nhựa được trao cho Kathy Uyên (vai Tyffany trong phim Chuyện tình xa xứ). Kathy Uyên đã vượt qua 2 đối thủ Hồng Nhung (vai cô giáo Thảo trong phim Giải cứu thần chết) và Trần Thiên Tú (vai Trinh trong phim Huyền thoại bất tử) để giành danh hiệu này.